# С’ ветром уз лице
С’ ветром уз лице [], трећи је студијски албум југословенског рок бенда Екатарина Велика. Овај албум је издање које се сматра комерцијалним пробојем за бенд.

## Песме
1. Буди сам на улици — 5:10
2. Ти си сав мој бол — 3:54
3. Као да је било некад — 4:28
4. Уморна — 4:38
5. Новац у рукама — 3:43
6. Сарајево — 2:52
7. Стваран свет око мене — 2:46
8. Соба — 4:27
9. Град — 4:09

## Музичари
- Милан Младеновић — гитара, глас
- Маргита Стефановић — клавир, клавијатуре
- Бојан Печар — бас-гитара
- Иван „Рака“ Ранковић — бубањ